# Cselgáncs a 2011. évi nyári európai ifjúsági olimpiai fesztiválon
A 2011. évi nyári európai ifjúsági olimpiai fesztiválon a cselgáncsban 15 versenyszámot rendeztek.

## Összesített éremtáblázat
| A 2011. évi nyári európai ifjúsági olimpiai fesztivál összesített éremtáblázata cselgáncsban | A 2011. évi nyári európai ifjúsági olimpiai fesztivál összesített éremtáblázata cselgáncsban | A 2011. évi nyári európai ifjúsági olimpiai fesztivál összesített éremtáblázata cselgáncsban | A 2011. évi nyári európai ifjúsági olimpiai fesztivál összesített éremtáblázata cselgáncsban | A 2011. évi nyári európai ifjúsági olimpiai fesztivál összesített éremtáblázata cselgáncsban | Olimpia  |
| -------------------------------------------------------------------------------------------- | -------------------------------------------------------------------------------------------- | -------------------------------------------------------------------------------------------- | -------------------------------------------------------------------------------------------- | -------------------------------------------------------------------------------------------- | -------- |
|                                                                                              | Ország                                                                                       | Arany                                                                                        | Ezüst                                                                                        | Bronz                                                                                        | Összesen |
| 1.                                                                                           | Oroszország                                                                                  | 3                                                                                            | 4                                                                                            | 4                                                                                            | 11       |
| 2.                                                                                           | Ukrajna                                                                                      | 3                                                                                            | 0                                                                                            | 1                                                                                            | 4        |
| 3.                                                                                           | Szlovénia                                                                                    | 1                                                                                            | 2                                                                                            | 1                                                                                            | 4        |
| 4.                                                                                           | Azerbajdzsán                                                                                 | 1                                                                                            | 2                                                                                            | 0                                                                                            | 3        |
| 5.                                                                                           | Horvátország                                                                                 | 1                                                                                            | 1                                                                                            | 1                                                                                            | 3        |
| 6.                                                                                           | Románia                                                                                      | 1                                                                                            | 1                                                                                            | 0                                                                                            | 2        |
| 7.                                                                                           | Grúzia                                                                                       | 1                                                                                            | 0                                                                                            | 4                                                                                            | 5        |
| 8.                                                                                           | Törökország                                                                                  | 1                                                                                            | 0                                                                                            | 2                                                                                            | 3        |
| 9.                                                                                           | Izrael                                                                                       | 1                                                                                            | 0                                                                                            | 1                                                                                            | 2        |
| 10.                                                                                          | Fehéroroszország                                                                             | 1                                                                                            | 0                                                                                            | 0                                                                                            | 1        |
|                                                                                              | Franciaország                                                                                | 1                                                                                            | 0                                                                                            | 0                                                                                            | 1        |
| 12.                                                                                          | Lettország                                                                                   | 0                                                                                            | 1                                                                                            | 1                                                                                            | 2        |
|                                                                                              | Magyarország                                                                                 | 0                                                                                            | 1                                                                                            | 1                                                                                            | 2        |
|                                                                                              | Egyesült Királyság                                                                           | 0                                                                                            | 1                                                                                            | 1                                                                                            | 2        |
|                                                                                              | Olaszország                                                                                  | 0                                                                                            | 1                                                                                            | 1                                                                                            | 2        |
| 16.                                                                                          | Bulgária                                                                                     | 0                                                                                            | 1                                                                                            | 0                                                                                            | 1        |
| 17.                                                                                          | Belgium                                                                                      | 0                                                                                            | 0                                                                                            | 3                                                                                            | 3        |
|                                                                                              | Hollandia                                                                                    | 0                                                                                            | 0                                                                                            | 3                                                                                            | 3        |
| 19.                                                                                          | Németország                                                                                  | 0                                                                                            | 0                                                                                            | 2                                                                                            | 2        |
| 20.                                                                                          | Ausztria                                                                                     | 0                                                                                            | 0                                                                                            | 1                                                                                            | 1        |
|                                                                                              | Csehország                                                                                   | 0                                                                                            | 0                                                                                            | 1                                                                                            | 1        |
|                                                                                              | Lengyelország                                                                                | 0                                                                                            | 0                                                                                            | 1                                                                                            | 1        |
|                                                                                              | Örményország                                                                                 | 0                                                                                            | 0                                                                                            | 1                                                                                            | 1        |
|                                                                                              |                                                                                              |                                                                                              |                                                                                              |                                                                                              |          |
| Összesen                                                                                     | Összesen                                                                                     | 15                                                                                           | 15                                                                                           | 30                                                                                           | 60       |

## Férfi
| A 2011. évi nyári európai ifjúsági olimpiai fesztivál férfi érmesei cselgáncsban |                                 |                                |                                |
| Versenyszám                                                                      | Arany                           | Ezüst                          | Bronz                          |
| 50 kg                                                                            | Franciaország Walide Khyar      | Olaszország Elios Manzi        | Örményország Vahagn Hovsepyan  |
| 50 kg                                                                            | Franciaország Walide Khyar      | Olaszország Elios Manzi        | Belgium Karim Maekelberg       |
| 55 kg                                                                            | Fehéroroszország Dzmitry Minkou | Egyesült Királyság Samuel Hall | Ukrajna Pavlo Skopnenko        |
| 55 kg                                                                            | Fehéroroszország Dzmitry Minkou | Egyesült Királyság Samuel Hall | Ausztria Nico Spindler         |
| 60 kg                                                                            | Izrael Alexander Raskopine      | Szlovénia Adrian Gomboc        | Oroszország Oleg Sanin         |
| 60 kg                                                                            | Izrael Alexander Raskopine      | Szlovénia Adrian Gomboc        | Grúzia Tamazi Kirakozashvili   |
| 66 kg                                                                            | Oroszország Uruskhan Bek Balaev | Azerbajdzsán Huseyn Rahimli    | Grúzia Giorgi Muzashvili       |
| 66 kg                                                                            | Oroszország Uruskhan Bek Balaev | Azerbajdzsán Huseyn Rahimli    | Törökország Murat Bektas       |
| 73 kg                                                                            | Azerbajdzsán Firudin Dadashov   | Oroszország Temurbek Nuraliev  | Grúzia Levan Gugava            |
| 73 kg                                                                            | Azerbajdzsán Firudin Dadashov   | Oroszország Temurbek Nuraliev  | Belgium Kenzo Breda            |
| 81 kg                                                                            | Grúzia Beka Gviniashvili        | Lettország Arturs Sokolovskis  | Horvátország Ivan Zoran Grubic |
| 81 kg                                                                            | Grúzia Beka Gviniashvili        | Lettország Arturs Sokolovskis  | Oroszország Aleksandr Petrunia |
| 90 kg                                                                            | Ukrajna Anton Savytskiy         | Azerbajdzsán Jalil Shukurov    | Lettország Glebs Talalujevs    |
| 90 kg                                                                            | Ukrajna Anton Savytskiy         | Azerbajdzsán Jalil Shukurov    | Oroszország Akhmed Magomedov   |
| +90 kg                                                                           | Ukrajna Sergii Zvieriev         | Horvátország Matej Grubisa     | Oroszország Vladimir Molodykh  |
| +90 kg                                                                           | Ukrajna Sergii Zvieriev         | Horvátország Matej Grubisa     | Grúzia Giorgi Lazuashvili      |

## Női
| A 2011. évi nyári európai ifjúsági olimpiai fesztivál női érmesei cselgáncsban |                                  |                                       |                                      |
| Versenyszám                                                                    | Arany                            | Ezüst                                 | Bronz                                |
| 44 kg                                                                          | Oroszország Irina Dolgova        | Bulgária Borislava Emilova Damyankova | Belgium Evi Vermandere               |
| 44 kg                                                                          | Oroszország Irina Dolgova        | Bulgária Borislava Emilova Damyankova | Egyesült Királyság Hayley Willis     |
| 48 kg                                                                          | Szlovénia Anja Stangar           | Oroszország Natalia Golomidova        | Hollandia Demi Van Schijndel         |
| 48 kg                                                                          | Szlovénia Anja Stangar           | Oroszország Natalia Golomidova        | Csehország Marie Holcakova           |
| 52 kg                                                                          | Románia Alexandra Larisa Florian | Oroszország Zarina Babinyan           | Németország Katja Carolin Stiebeling |
| 52 kg                                                                          | Románia Alexandra Larisa Florian | Oroszország Zarina Babinyan           | Olaszország Daniela Raia             |
| 57 kg                                                                          | Törökország Kevser Cevik         | Románia Stefania Adelina Dobre        | Magyarország Köteles Vivien          |
| 57 kg                                                                          | Törökország Kevser Cevik         | Románia Stefania Adelina Dobre        | Hollandia Do Velema                  |
| 63 kg                                                                          | Oroszország Diana Dzhigaros      | Magyarország Polyák Krisztina         | Izrael Bar Farin                     |
| 63 kg                                                                          | Oroszország Diana Dzhigaros      | Magyarország Polyák Krisztina         | Szlovénia Patricija Brolih           |
| 70 kg                                                                          | Horvátország Brigita Matic       | Szlovénia Aja Gacnik Zupanc           | Hollandia Sanne Van Dijke            |
| 70 kg                                                                          | Horvátország Brigita Matic       | Szlovénia Aja Gacnik Zupanc           | Lengyelország Beata Anna Pacut       |
| +70 kg                                                                         | Ukrajna Yelyzaveta Kalanina      | Oroszország Vera Davydenko            | Törökország Kubra Kara               |
| +70 kg                                                                         | Ukrajna Yelyzaveta Kalanina      | Oroszország Vera Davydenko            | Németország Michelle Goschin         |